# Petar Klaić
Petar Klaić (Zadar, 1862. – Beč, 1910.) je bio hrvatski političar i odvjetnik. 

## Životopis
Rodio se je 1862. godine od oca Mihe i majke Ane Marije r. Baša. Studirao je pravo u Zagrebu i Beču. U Beču je i doktorirao. Poslije smrti oca Mihe 1896. aktivniji je u politici. Bio je zastupnikom u Dalmatinskom saboru. Zastupao je u kuriji vanjskih općina.
Bio je u Zastupničkom domu Carevinskog vijeća 1903. godine koje je 8. siječnja 1903. sazvao car i kralj Franjo Josip I. Kraljevinu Dalmaciju su pored Klaića koji je bio u Narodnoj hrvatskoj stranci, zastupali iz Stranke prava Juraj Biankini, Josip Virgil Perić, iz Narodne hrvatske stranke Ante Šupuk, Ante Vuković Vučidolski, Lovro Borčić, Josip Zaffron, Vicko Ivčević, Juraj Ferri, a Srpskoj narodnoj stranci Andrija Vujatović-Šarov i Radoslav Kvekić. Od aktivnosti valja spomenuti supotpisivanje interpelacije Jurja Bijankinija 15. svibnja 1903. na ministra obrane Zena von Welsersheimba glede angažmana vojske u nemirima u Hrvatskoj, s obzirom na neopravdanost uporabe takve sile, čak i prema ženama i djeci (potpisali su ju 19 hrvatskih i slovenskih zastupnika Zafronn, Šupuk, Spinčić, Berks, Šusteršič, Gregorčič, Žičkar, Vuković, Borčić, Ferri, Perić, Klaić, Ivčević, Pogačnik, Ferjančič, Hajek, Breznovsky, Chok, Koudela, ali ne i dvojica zastupnika Srpske stranke iz Dalmacije) te prešni prijedlog od 19. svibnja i.g. u svezi s redarstvenim mjerama koje su u Ljubljani poduzeli policijski agenti Khuena Hedérvarya u Ljubljani (policijski agenti su tragali za osumnjičenim Hrvatima zbog objave antikhuenovskih plakata te proveli predistragu protiv jedne ljubljanske tiskare koju su vlasti osumnjičile zbog njihova tiskanja).
Bio je prvi starosta (predsjednik) hrvatske sokolske župe Bana Paližne u Zadru. Na dužnost je stupio 25. travnja 1909., a godinu poslije dužnost je predao zbog slaba zdravstvenog stanja.

## Obitelj
Sin je poznatog hrvatskog preporoditelja Mihe Klaića
Stariji je brat poznatog splitskog i zadarskog kirurga Ljube (1871. - ?), sestra mu je Ana, supruga poznatog splitskog liječnika i pomagača hrvatskog narodnog preporoda dr Emanuela Luxarda (1848. – 1905.).

## Priznanja
Zabilježen je u knjizi Znameniti i zaslužni Hrvati te pomena vrijedna lica u hrvatskoj povijesti od 925–1925.